# Cleistes pluriflora
Cleistes pluriflora är en orkidéart som först beskrevs av João Barbosa Rodrigues, och fick sitt nu gällande namn av Rudolf Schlechter. Cleistes pluriflora ingår i släktet Cleistes, och familjen orkidéer. Inga underarter finns listade i Catalogue of Life.